# Никон Јерусалимац
Никон Јерусалимац (око 1380.–после 1468), српски средњовековни писац, вероватно грчког порекла.

### Живот и рад
Био је духовник Јелене Балшић, с којом је водио интензивну књижевну преписку. У својим посланицама, писаним природним, личним тоном, Никон развија теорију монашког живота у исихазму и генеалогију врлина лозе Немањића, тврдећи за своју духовну кћер да „добри изданак ниче из добра “корена”. Њихова преписка у књижевно–естетском и духовном смислу убраја се у саме врхове српске средњовековне епистолографије. Саставио Горички зборник (1441/42) у који је, поред ових писама, уврстио преводе и преписе неких старих дела, као и свој путопис Повест о јерусалимским црквама и местима у пустињи у коме, поред топографије Свете земље, има згуснуте поетско–филозофске лирике.

### Превод на савремени српски језик
- Повест туђина и пленика, у: Миодраг Павловић, „Антологија српског песништва“, СКЗ, Београд, 1962.
- Две посланице Јелене Балшић и Никонова „Повест о јерусалимским црквама и пустињским местима“, превод Ђорђе Трифуновић, Књижевна историја, V, 18, Београд 1972, стр. 289–327.
- Исповедање вере, прев. са грчког епископ Атанасије (Јевтић), „Видослов“ 13 (1998), 4.
- Исто (Исповедање вере Никона Јерусалимљанина), прев. са српскословенског епископ Атанасије (Јевтић), „Светигора“ 65–66 (1997), 5.
- Никон одговара Јелени Балшић на питање зашто хришћани страдају од нечастивих, прев. митрополит Амфилохије (Радовић), „Светигора“ 91–93 (1999), 16.
- О стању душа после смрти, прев. са српскословенског митрополит Амфилохије (Радовић), „Светигора“ 99 (2000), 19.